# 坂本理一郎
坂本 理一郎（さかもと りいちろう、1861年4月16日（文久元年3月7日） - 1917年（大正6年）4月3日）は、日本の政治家・漢詩人。秋田県仙北郡千屋村の出身。
文人としては東嶽（とうがく）の号を用い、当時、六郷町の飯村稷山、畑屋村の高橋午山とともに「仙北の三山」と称された。茶道では玉川遠州流の5代宗龍に学んだ。

## 人物略歴
1861年（文久元年）3月7日に出羽国仙北郡千屋村小森で醸造業を営む素封家の家の長男に生まれた。父は坂本藤兵衛、母はしげ。10歳のとき、六郷町の熊谷松陰に師事して国漢学と儒学の手ほどきを受けた。
1874年（明治7年）に上京し、当時啓蒙思想家として知られていた西村茂樹の家塾や中村正直の同人社で洋学を学び、さらに仙北郡刈和野村出身の根本通明の塾で漢学を修めた。1876年（明治9年）帰郷して千屋簡易学校教師となったが、再び、上京し、福澤諭吉の慶應義塾、津田仙の学農社農学校に学んだ。慶應義塾ではのちに内閣総理大臣となる犬養毅と知り合って親交を結んだ。
1890年（明治23年）、29歳にして秋田県会議員となった。第2回衆議院議員総選挙（1892年）ののち辞職した秋田4区選出の斎藤勘七の後をうけて1893年（明治26年）8月5日補欠当選、衆議院議員となった。1894年の第3回衆議院議員総選挙では大隈重信の立憲改進党から立候補して当選、第4回衆議院議員総選挙でも当選した。東京では白金台に邸宅を有した。しかし、優れた政治的人材がこぞって都会へ出ていくのに対し、地方農村が立ち遅れていることを憂慮した理一郎は1898年（明治31年）の第5回衆議院議員総選挙には出馬せず、帰郷を決意した。なお、この間、理一郎は千屋村青年会を組織し、仙北郡飯詰村の私塾酔経学舎学長狩野旭峰発行の文芸誌『棣華（ていか）』第1集（明治28年）に坂本東嶽の名で漢詩文を投稿している。
明治30年代、扇状地扇央部の林野の開発に着目した理想の村づくり構想をいだいていた理一郎は、代議士を辞して帰村したのち、その実現に着手した。これは、村の中央に位置する一丈木周辺の原野を切り開いて公園（一丈木公園）をつくり、その周辺に村役場や小学校、公会堂、郵便局など主だった公共施設をすべて集中配置し、一丈木と他の主要集落と完全に連絡できるよう、当時としては幅の広い幅員5-6メートルの直線道路を村内に放射状に建設して、その道路両側にアカマツ・スギを植樹するという画期的なものであった。千屋小学校（現美郷町立千畑小学校）周辺や一丈木公園の桜も同時期に植えられたものといわれている。これは、どの地区にも属さない原野に新しい村の心臓部をつくることによって、藩政期以来つづいた旧村の地域感情を一新して村民意識を1つにまとめるねらいがあったともいわれている。
1900年（明治33年）、千屋村農会の農会長となり、1901年（明治34年）には当時山形県酒田町の本間家に逗留していた福岡県出身の乾田馬耕教師伊佐治八郎の派遣を要請した。米どころ仙北地方の水田は当時湿田が卓越し、生産力は高いものの「腐れ米」と称されて米穀市場では不評であったため救済に乗り出したのである。隣村高梨村の池田文太郎は理一郎の盟友であり、当時秋田県最大の地主であった。伊佐治八郎は高梨村・千屋村に赴き、乾田馬耕を指導したが、こののち、文太郎は私費で毎年30名の小作人を庄内に派遣し、理一郎は本間農場から田中岩吉をも招いて千屋村に長期滞在させ、堆肥の切り返し、雁爪（がんづめ）除草などの実施指導に当たらせた。成果は早くも1904年（明治37年）の「小作米品評会」で現れ、「仙北米」として名声を高めた。理一郎・文太郎らはその後も乾田馬耕の普及に努めた。その一方で理一郎は、農民の現金収入を確保するために養蚕や果樹も奨励している。
1902年（明治35年）、理一郎は秋田県で最初の耕地整理を始めた。これは乾田馬耕普及とならぶ県農政上の二大功績である。1904年9月10日から1906年（明治39年）9月12日まで貴族院多額納税者議員を務めている。
1899年の仙北郡農会創立以来、理一郎は副会長として活動し、1908年（明治41年）からは会長となった。1915年（大正4年）までの通算16年間、一貫して自費で農村指導に当たった。ことに社会教育の分野での活動がめざましく、各地区の青年に働きかけて夜学会を興し、これまで自身が学んできたことを伝授したほか、自ら結成した千屋青年会では農閑期を利用して討論会や演説会を催した。地域の農業青年養成のために勧農会を組織し、試作地を設けて範を示す一方、多額の自費を投じて書籍や農機具を購入して技術習得を助けた。
晩年には体調をくずして一切の公職から離れ静岡県下で療養生活を送っていたが、大正6年（1917年）4月3日逝去した。享年57。

## 親族
⚫︎ 息子・龍太郎 (妻 カツ の弟 虎治の義従兄弟は山内三郎兵衛)

## 坂本東嶽邸
千屋字中小森の理一郎旧宅は遺族によって家屋・庭園などが町に寄贈されており、現在「坂本東嶽邸」として一般公開されている（有料、茶室は非公開）。現在の家屋・庭園は陸羽地震後の明治30年頃に建造されたものであり、庭園は当時そのままであるが、家屋は当時の4分の1程度である。母屋には、当時の家屋の写真や大隈重信・犬養毅らとの交流を示す書簡などが展示されている。
邸内に保管されている安土桃山時代の『本堂城廻村絵図』2幅は、秋田県指定文化財（歴史資料、2009年3月13日指定）となっている。